# Christ av Crux
Christ av Crux är en fiktiv figur skapad av Masami Kurumada till filmen Legenden om det Gyllene Äpplet. Tillsammans med Jaeger av Orion, Yan av Scutum, Orpheus av Lyre och Maya av Sagitta. De tillhör anime- och mangaserien Saint Seiya.
Christ var för länge sedan en av Athenas saints, men dog på ett sätt han inte ville. Därför antar han Eris erbjudande att bli återupplivad, tjäna henne och få hämnd på Athena. Men hans vilja går inte fram. Under en strid med Hyoga av Cygnus, kastar Eris ett spjut som går rakt igenom honom och samtidigt Hyoga. Notera att alla i Ghost Five gruppen fick nya kroppar när de blev återupplivade.
Christ kan attackera med Souther Cross Thunder Bolt: Christ sätter då sina armar som i ett upp och ner-vänt kors, och sedan dyker han mot sin fiende och attackerar med sitt cosmo.

## Annan information
- "Christ" kommer av Kristus
- Crux är latin för kors och tillika namnet på stjärnbilden Södra korset, vilket kan ses på det södra halvklotets himmel.